# Dirk Deutekom
Dirk Deutekom (Amsterdam, 1 de desembre de 1895 - assassinat pels nazis a Hamburg-Rothenburgsort, 21 d'abril del 1945) era un fuster i tipògraf neerlandès i membre de la resistència catòlica contra l'ocupació nazista i les deportacions dels jueus.
El 18 de juliol de 1941 va ser arrestat pel servei de seguretat de la policia neerlandesa. Va passar pel camp de transició d'Amersfoort abans d'estar transportat cap al camp de Buchenwald, on va ser registrat amb el número 2912. El 6 de juny va ser transferit, junts amb Anton Hölzel al camp de Neuengamme al qual ambdós van treballar al departament dels malalts i des del novembre a la barraca n°11, el departament especial de SS Kurt Heissmeyer, al qual havia d'atendre els nens jueus que Heissmeyer utilitzava als seus experiments pseudo-mèdics.
En les últimes setmanes de la guerra, en una sèrie de crims de la fase final els nazis van intentar d'amagar totes les proves pertorbadores de les seves accions atroces. Sota el pretext de ser transferits a Theresienstadt Dirk Deutekom i els altres van ser transportats a l'escola abandonada del Bullenhuser Damm al soterrani de la qual tots van ser matats durant la nit del 21 al 22 d'abril de 1945.

## Reconeixement
- El 1960 la Tweede Kamer neerlandesa va crear a l'entrada del Binnenhof, la seu del parlament, la llista d'honor dels caiguts 1940-1945, a la qual Deutekom va ser reprès.[5]
- La ciutat d'Amsterdam va dedicar-li el sender Dirk Deutekompad
- El museu commemoratiu de l'Escola del Bullenhuser Damm a Hamburg